# Will Barton
William Denard "Will" Barton (Baltimore, Maryland, 6 de enero de 1991), es un jugador de baloncesto estadounidense que pertenece a la plantilla de los Guangdong Southern Tigers de la CBA china. Con 1,96 metros de estatura, juega en la posición de escolta.

## Trayectoria deportiva

### Instituto
Barton asistió a cuatro institutos diferentes en cinco años. Comenzó su carrera baloncestística en el Baltimore City College, un colegio público de preparatoria, en el que estuvo dos años antes de marcharse al National Christian Academy de Fort Washington (Maryland), para repetir su año sophomore. Entonces se matriculó en el Lake Clifton Eastern High School de Baltimore para su año júnior. Y ya como sénior asistió a la Brewster Academy. Al finalizar, en 2010, estuvo considerado entre los seis mejores del país.

### Universidad
Jugó durante dos temporadas con los Tigers de la Universidad de Memphis, en las que promedió 15,2 puntos, 6,5 rebotes y 2,9 asistencias por partido. En su primera temporada jugó todos los partidos como titular, liderando al equipo en minutos por encuentro y en puntos, con 12,3 por partido.
Al año siguiente lideró la Conference USA en anotación, con 18,7 puntos por partido, lo que le valió ser elegido Jugador del Año e incluido en el mejor quinteto de la conferencia. Al término de la temporada se declaró elegible para el Draft de la NBA, renunciando así a dos años más en la universidad.

### Profesional

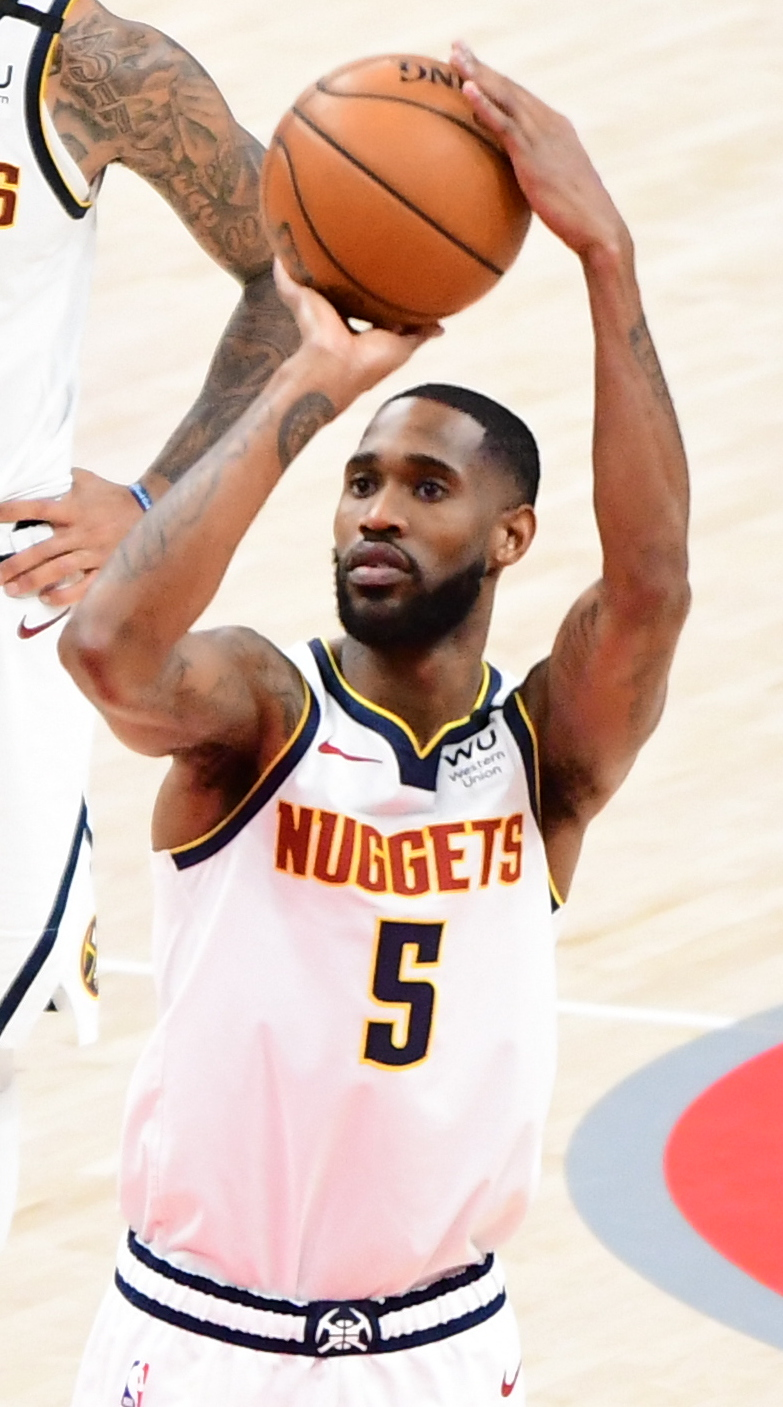
Barton con los Nuggets en 2020.

Fue elegido en la cuadragésima posición del Draft de la NBA de 2012 por Portland Trail Blazers, con los que debutó el 2 de noviembre ante Oklahoma City Thunder.
El 19 de febrero de 2015, fue traspasado a los Denver Nuggets junto a Víctor Claver, Thomas Robinson y una futura primera ronda del draft a cambio de Arron Afflalo y Alonzo Gee.
Al término de su tercera temporada en Denver, el 16 de marzo de 2017, anota 35 puntos ante Los Angeles Clippers.
Durante su cuarta temporada con los Nuggets, el 30 de noviembre de 2017, consigue su mejor marca anotadora con 37 puntos ante Chicago Bulls.
El 9 de julio de 2018, renueva con los Nuggets.
Tras siete temporadas en Denver, las tres últimas como titular indiscutible, el 29 de junio de 2022 es traspasado, junto a Monté Morris a Washington Wizards, a cambio de Kentavious Caldwell-Pope y Ish Smith.
El 21 de febrero de 2023, acuerda una rescisión de su contrato con los Wizards, y se convierte en agente libre. El 28 de febrero firma con Toronto Raptors hasta final de temporada.
El 13 de marzo de 2024, firma por el Covirán Granada de la Liga Endesa, para jugar los últimos partidos de la temporada con la finalidad de lograr la permanencia en la máxima categoría del baloncesto español. El 17 de abril de 2024, rescinde su contrato con el conjunto granadino.
El 3 de mayo de 2024 se anunció su fichaje por parte de los Cangrejeros de Santurce de la BSN.
En septiembre de 2024 se marcha a China para firmar por el Guangdong Southern Tigers de la CBA.

## Estadísticas de su carrera en la NBA

### Temporada regular
| Año     | Equipo     | PJ  | PT  | MPP  | %TC  | %3P  | %TL   | RPP | APP | ROB | TPP | PPP  |
| ------- | ---------- | --- | --- | ---- | ---- | ---- | ----- | --- | --- | --- | --- | ---- |
| 2012-13 | Portland   | 73  | 5   | 12.2 | .382 | .138 | .769  | 2.0 | .8  | .5  | .1  | 4.0  |
| 2013-14 | Portland   | 41  | 0   | 9.4  | .417 | .303 | .813  | 1.8 | .8  | .2  | .2  | 4.0  |
| 2014-15 | Portland   | 30  | 0   | 10.0 | .380 | .222 | .667  | 1.1 | .9  | .5  | .1  | 3.0  |
| 2014-15 | Denver     | 28  | 0   | 24.4 | .443 | .284 | .810  | 4.6 | 1.9 | 1.2 | .5  | 11.0 |
| 2015-16 | Denver     | 82  | 1   | 28.7 | .432 | .345 | .806  | 5.8 | 2.5 | .9  | .5  | 14.4 |
| 2016-17 | Denver     | 60  | 19  | 28.4 | .442 | .370 | .753  | 4.3 | 3.4 | .8  | .5  | 13.7 |
| 2017-18 | Denver     | 81  | 40  | 33.1 | .452 | .370 | .805  | 5.0 | 4.1 | 1.0 | .6  | 15.7 |
| 2018-19 | Denver     | 43  | 38  | 27.7 | .402 | .342 | .770  | 4.6 | 2.9 | .4  | .5  | 11.5 |
| 2019-20 | Denver     | 58  | 58  | 33.0 | .450 | .375 | .767  | 6.3 | 3.7 | 1.1 | .5  | 15.1 |
| 2020-21 | Denver     | 56  | 52  | 31.0 | .426 | .381 | .785  | 4.0 | 3.2 | .9  | .4  | 12.7 |
| 2021-22 | Denver     | 71  | 71  | 32.1 | .438 | .365 | .803  | 4.8 | 3.9 | .8  | .4  | 14.7 |
| 2022-23 | Washington | 40  | 0   | 19.6 | .387 | .380 | .778  | 2.8 | 2.4 | .4  | .3  | 7.7  |
| 2022-23 | Toronto    | 16  | 2   | 13.2 | .354 | .333 | 1.000 | 1.6 | 1.1 | .7  | .2  | 4.5  |
| Total   | Total      | 679 | 286 | 25.2 | .430 | .355 | .787  | 4.1 | 2.7 | .7  | .4  | 11.2 |

### Playoffs
| Año   | Equipo   | PJ | PT | MPP  | %TC  | %3P  | %TL   | RPP | APP | ROB | TPP | PPP  |
| ----- | -------- | -- | -- | ---- | ---- | ---- | ----- | --- | --- | --- | --- | ---- |
| 2014  | Portland | 7  | 0  | 11.6 | .500 | .545 | .833  | 1.7 | .4  | .1  | .3  | 6.4  |
| 2019  | Denver   | 14 | 3  | 23.4 | .348 | .273 | .692  | 4.8 | 1.7 | .3  | .6  | 9.1  |
| 2021  | Denver   | 3  | 1  | 27.7 | .442 | .333 | 1.000 | 4.3 | 2.7 | .7  | .3  | 16.3 |
| 2022  | Denver   | 5  | 5  | 34.4 | .409 | .393 | .667  | 5.6 | 2.8 | .8  | .2  | 13.8 |
| Total | Total    | 29 | 9  | 22.9 | .396 | .339 | .738  | 4.1 | 1.7 | .4  | .4  | 10.0 |